# 长萼杜鹃
长萼杜鹃（学名：Rhododendron longicalyx）为杜鹃花科杜鹃花属下的一个种。其种加词“Longicalyx”意为“有长花萼的”。